# Paión (syn Endymióna)
Paión (starořecky Παίων) je v řecké mytologii syn Endymiona a Asterodie (podle jiné verze Chromie, nebo Hyperippé).
Paión měl tři sourozence, bratry Épeia, Aitola a sestru Eurykydu. Když bratři dospěli, otec rozhodl, že jeho nástupcem se stane ten z nich, kdo zvítězí v běžecké soutěži na olympijských hrách. Zvítězil jeho bratr Épeios a po svém otci v Elidě zdědil trůn.

Paión

Zatímco Aitólos zůstal doma, Paión roztrpčený prohrou odešel až za řeku Axios, do země, kterou později pojmenovali po něm Paionia. Épeios mezitím nepanoval dlouho, zemřel mladý bez mužského potomka a jeho následníkem se stal Aitólos.